# 2010 chez Disney
L'année 2010 pour la Walt Disney Company est marquée par l'achat de Playdom et la vente de Miramax Films, des chaînes d'ABC WJRT-TV et WTVG. Côté cinéma, Disney Pictures sort Tron : L'Héritage et Raiponce.

## Événements

### Janvier
- 1er janvier 2010, avec le rachat de Marvel, Disney accroît son partenariat avec POW! Entertainment, le studio de Stan Lee[1]
- 4 janvier 2010, Fermeture de l'attraction Honey, I Shrunk the Audience à Disneyland
- 5 janvier 2010, Disney annonce le début des travaux à New York de la première Disney Store inspirée du concept des Apple Store[2]
- 7 janvier 2010, ESPN annonce du lancement le 11 juin 2010 de la chaîne ESPN 3D[3]
- 10 janvier 2010, Lors de la cérémonie funéraire en hommage à Roy Edward Disney, Robert Iger annonce que le Feature Animation Building sera renommé Roy E. Disney Animation Building[4]
- 12 janvier 2010, Oren Aviv quitte son poste de président du Walt Disney Motion Pictures Group[5]
- 14 janvier 2010, Sean Bailey est nommé président du Walt Disney Motion Pictures Group[6]
- 18 janvier 2010,
  - Microsoft annonce être en pourparlers avec ESPN pour diffuser du contenu du réseau sportif via le service Xbox Live[7].
  - le tournage de Pirates des Caraïbes : La Fontaine de jouvence, 4e volet de la sage Pirates des Caraïbes débute à Hawaï[8]
- 19 janvier 2010, Disney Vacation Club révèle le nom du complexe d'Hawaï : Aulani, a Disney Resort & Spa[9].
- 25 janvier 2010, UTV Software Communications finalise le rachat de sa filiale UTV Motion Pictures par une augmentation de capital réduisant la part de Disney à 50,45 % du capital[10]
- 28 janvier 2010, Disney annonce la fermeture du studio Miramax Films[11]

### Février
- 2 février 2010,
  - le New York Times évoque la possibilité que Disney vende le catalogue et le nom Miramax pour 700 millions d'USD[12]
  - Disney annonce l'arrêt à Tokyo DisneySea de Bravissimo le 13 novembre 2010, et son remplacement en avril 2011 par Fantasmic![13]
- 4 février 2010,
  - Anne Fletcher est nommée réalisatrice de la suite de Il était une fois prévue pour 2011, Jesse Nelson assurant l'écriture du scénario[14]
  - le directoire d'OLC valide le transfert de l'activité des Disney Store japonaises vers la filiale japonaise de Disney, avec un rachat des actions le 31 mars[15]
- 11 février 2010, Disney annonce que la sortie DVD aux États-Unis du film Alice au pays des merveilles (2010) de Tim Burton devrait se faire trois mois après sa sortie en salle, ce qui mécontente les exploitants de salles[16]
- 13 février 2010, Disney annonce le déménagement de la Disney's Electrical Parade du Disney's California Adventure en Californie, fermant le 18 avril, pour le Magic Kingdom en Floride[17]
- 17 février 2010, Geri Wang est nommée responsable des ventes de ABC Television Network[18]
- 23 février 2010, Réouverture de Captain Eo à Disneyland
- 24 février 2010, Disney annonce la sortie de Split/Second Velocity du Black Rock Studio pour le 18 mai aux États-Unis et le 21 mai en Europe[19]
- 24 février 2010, David Westin, président d'ABC News annonce une restructuration du service d'information d'ABC comprenant la possible suppression de 200 à 300 postes[20]

### Mars
- 2 mars 2010, ABC et l'opérateur Cablevision ne parviennent pas à obtenir un accord sur les droits de distribution d'ABC dans la zone urbaine de New York, ABC menaçant de couper la chaîne juste avant la cérémonie des Oscars[21]
- 3 mars 2010, Playdom achète le studio Offbeat Creations[22]
- 5 mars 2010,
  - l'Université d'Oregon obtient l'usage exclusif de la mascotte des Oregon Ducks longtemps assimilée à Donald Duck[23]
  - Sortie du film Alice au pays des merveilles (2010) de Tim Burton aux États-Unis
- 6 mars 2010, ABC coupe la chaine WABC-7 du réseau de Cablevision[24]
- 7 mars 2010, ABC restaure la chaine WABC-7 sur le réseau de Cablevision[24]
- 8 mars 2010, Disney annonce la reprise des négociations concernant la chaine WABC-7 distribuée par Cablevision[24]
- 10 mars 2010,
  - lors de la réunion des actionnaires de Disney, Robert Iger annonce qu'il envisage de nombreuses solutions pour résoudre les problèmes des filiales d'ABC, dont ABC News, avec par exemple la création d'une spin-off[25]
  - Disney annonce l'arrêt de sa collaboration avec ImageMovers Digital, le studio de Robert Zemeckis, forçant sa fermeture[26]
- 11 mars 2010, Les compositeurs Richard et Robert Sherman sont gratifiés d'une fenêtre sur Main Street, USA à Disneyland
- 14 mars 2010, Disney annonce vouloir produire ou coproduire 14 films orientés pour la famille en Inde[27]
- 17 mars 2010,
  - Disney et la société britannique On Demand Group annoncent de la VOD sur le réseau britannique de téléphonie mobile 3, filiale de Hutchison Whampoa[28]
  - OLC annonce l'ouverture pour l'été 2011 de Jasmine's Flying Carpets à Tokyo DisneySea[29]
- 18 mars 2010, Fess Parker, acteur vedette de Davy Crockett, décède à l'âge de 85 ans[30]
- 23 mars 2010, un bus du Disney Transport de Walt Disney World Resort percute l'arrière d'un car privé et provoque 8 blessés parmi ses passagers[31]
- 24 mars 2010, Sortie du film Alice au pays des merveilles (2010) de Tim Burton en France
- 29 mars 2010, Disney et la MLB annoncent la commercialisation de produits associant les personnages Disney aux logos des équipes de baseball américaines[32]
- 30 mars 2010, la Société Radio-Canada annonce que Disney va occuper une partie des locaux de son siège de Toronto[33].
- 31 mars 2010, Playdom acquiert le studio de jeux vidéo en ligne Three Melons, basé à Buenos Aires[34],[35]

### Avril
- 2 avril 2010, 
  - un bus du Disney Transport de Walt Disney World Resort tue un garçon de neuf ans dans le camping Disney's Fort Wilderness Campground[36]
  - EdgeCast Networks annonce la clôture d'une nouvelle levée de fonds de 10 millions de dollars[37].
- 4 avril 2010, ESPN 360 est officiellement rebaptisée ESPN3[38]
- 6 avril 2010, Publication du troisième volume Disney in Shadow de la série The Kingdom Keepers de Ridley Pearson chez Disney Editions
- 7 avril 2010,
  - Paramount Pictures annonce que le film Iron Man 2, coproduit par Marvel Studios désormais une filiale de Disney aura sa première américaine au El Capitan Theatre de Hollywood, salle détenue par Disney[39]
  - Disney et Mobile TeleSystems, un opérateur de téléphonie mobile russe, annoncent un contrat de distribution des films Disney sur le réseau internet russe[40],[41]
- 9 avril 2010, ESPN inaugure le Bâtiment 13 de son siège social, un édifice de 3 étages et 139 000 pieds carrés (12 914 m2) qui accueille les départements musique, graphique et transmission[42],[43]
- 14 avril 2010, le Disney Music Group annonce la fermeture du label Lyric Street Records[44]
- 16 avril 2010, la presse indique que les récents incidents des bus du Disney Transport seraient induits par un système GPS interactif[45]
- 20 avril 2010, 
  - Pixar ouvre un studio à Vancouver de 20 000 pieds carrés (1 858 m2)[46].
  - la première de Disney's World of Color au Disney's California Adventure est annoncée pour le 11 juin[47]
- 22 avril 2010, Sortie du film Océans de Disneynature
- 26 avril 2010, Playdom achète le studio Merscom basé à Chapel Hill en Caroline du Nord[48]
- 27 avril 2010, la société de service publicitaire vidéo FreeWheels annonce avoir obtenu 16,8 millions de dollars auprès de Steamboat Ventures[49]
- 28 avril 2010,
  - Disney annonce la réouverture de l'attraction Captain Eo avec Michael Jackson en France (12/06), au Japon (30/06) et en Floride (02/07)[50]
  - Disney annonce que les deux attractions Toy Story Midway Mania américaines comprendront certains des nouveaux personnages de Toy Story 3[51]
  - Sortie nationale du film Iron Man 2 en France.

### Mai
- 10 mai 2010, le journal économique The Times of India estime que l'investissement dans UTV passe au long terme malgré les incertitudes liées à son cœur de métier (cinéma et télévision)[52]
- 12 mai 2010,
  - Haim Saban annonce avoir racheté à Disney les Power Rangers pour produire une nouvelle série à partir de 2011
  - la ville de Glendale autorise la progression du projet Grand Central Creative Campus de Disney avec la construction de 338 000 pieds carrés (31 401 m2) de locaux[53]
  - Disney World annonce la construction du Disney's Art of Animation Resort à a place du Disney's Pop Century Resort : Legendary Years[54].
  - Disney Store annonce que les deux premières nouvelles boutiques ouvriront dans les centres commerciaux de The Shops at Montebello à Montebello (Californie) en juin et de La Vaguada à Madrid (Espagne) en juillet 2010[55],[56].
- 18 mai 2010,
  - la marque de cosmétique MAC, filiale d'Estée Lauder Inc., annonce son partenariat avec Disney pour une gamme de produit de maquillage basé sur les méchantes de Disney[57]
  - Playdom achète le studio Acclaim Games basé à Los Angeles et spécialisé dans les MMORPG[58],[59]
- 19 mai 2010, Le site Togetherville passe en version béta publique[60]
- 20 mai 2010, la presse de Chicago annonce une Disney Store de 4 400 pieds carrés (409 m2), au sein de la galerie commerciale Block 37[61]
- 21 mai 2010,
  - Disney Store annonce la fermeture d'un centre de distribution de 500 000 pieds carrés (46 452 m2) situé  près de Jonesville en Caroline du Sud[62]
  - le Walt Street Journal annonce que les négociations entre Disney et les frères Harvey et Robert Weinstein en vue du rachat de Miramax Films n'ont pas abouti[63]
- 24 mai 2010, UTV annonce le renommage du studio True Games Interactive en UTV True Games[64]
- 26 mai 2010,
  - Décès d'Art Linkletter, présentateur de Dateline : Disneyland, émission pour l'inauguration de Disneyland en 1955[65]
  - Disney-ABC Television Group annonce l'arrêt de la chaîne de soap operas SOAPnet et son remplacement par une chaîne pour enfant baptisée Disney Junior pour 2012[66]
  - le blog officiel des parcs Disney annonce une nouvelle rénovation du Disneyland Hotel (Californie) avec une nouvelle piscine et le renommage des trois tours en Adventure, Frontier et Fantasy[67]
- 28 mai 2010, lors de la promotion du spectacle Disney's World of Color, le nouveau nom du parc Disney California Adventure et le logo associé ont été présentés[47]

### Juin
- 1er juin 2010,
  - Glénat annonce la publication en bande dessinée des œuvres complètes de Mickey Mouse et Donald Duck en 2011 et 2012 ainsi que de nouvelles histoires[68]
  - Astral Media annonce le lancement pour le 5 juillet de Playhouse Disney Canada, version francophone de Playhouse Disney[69],[70].
- 2 juin 2010, UTV Software Communications renomme sa filiale Indiagames en UTV Indiagames[71]
- 9 juin 2010, ESPN annonce la fermeture des 5 ESPN Zone en dehors de celles de Disneyland (Californie) et Los Angeles (franchisé)[72],[73]
- 11 juin 2010,
  - Le spectacle Disney's World of Color débute au parc Disney California Adventure[47]
  - Lancement de la chaîne ESPN 3D[3]
- 12 juin 2010, L'attraction Captain Eo rouvre à Disneyland Paris[50]
- 13 juin 2010, Disneyland Paris renouvelle son partenariat avec la SNCF pour proposer des espaces familiaux dans les TGV durant la vacances estivales[74]
- 14 juin 2010, OLC annonce l'ouverture de Mickey's PhilharMagic à Tokyo Disneyland pour le 24 janvier 2011[75]
- 16 juin 2010,
  - Sortie du film Prince of Persia : Les Sables du Temps en France.
  - le jeu Epic Mickey est présenté lors de l'E3 2010
  - Fermeture des ESPN Zone de Baltimore, Chicago, New York, Las Vegas et Washington[72]
- 18 juin 2010, Première mondiale de Toy Story 3 aux États-Unis et au Canada
- 21 juin 2010, le nouveau siège social de Disney Vacation Club à Celebration est récompensé par les professionnels de l'immobilier[76]. La société a déménagé en mars 2009 du 200 Celebration Place où elle occupait 30 000 pieds carrés (2 787 m2) pour un édifice neuf de Style « paquebot », de 100 925 pieds carrés (9 376 m2), ayant coûté 16,7 millions d'USD et situé au 1390 Celebration Blvd toujours à [76].
- 22 juin 2010,
  - Steamboat Ventures investit 33 millions d'USD dans l'éditeur de jeux sociaux Playdom[77]
  - à la suite d'un désaccord entre Disney et Dish Network sur les frais, quatre chaines HD ne sont plus disponibles pour les clients de Dish : ESPNews, ABC Family, Disney Channel et Disney XD[78]
- 23 juin 2010, Disney et IMAX signent un contrat pour diffuser en 2011 trois films en 3D dans les salles IMAX : Pirates des Caraïbes : La Fontaine de jouvence, Cars 2 et Milo sur Mars[79]
- 23 juin 2010, Disney lance un programme de demeure de luxe dans Walt Disney World Resort, Golden Oak[80]
- 24 juin 2010, Playdom achète le studio de jeux sociaux Hive7[81]
- 29 juin 2010, la première nouvelle Disney Store ouvre à Montebello en Californie[82]

### Juillet
- 1er juillet 2010,
  - Décès d'Ilene Woods actrice et chanteuse américaine connue pour avoir prêté sa voix à Cendrillon (1950)[83]
  - Disney achète la société Tapulous, un studio de création d'application pour iPhone ayant édité Tap Tap Revenge[84]
- 5 juillet 2010, Lancement de Playhouse Disney Canada en version francophone[85]
- 5 juillet 2010, Disney Channel France annonce la création de Disney Junior en 2011 pour le tranche 3-7 ans[86]
- 6 juillet 2010, un journal chinois annonce le début des travaux de Shanghai Disneyland pour novembre 2010[87],[88]
- 7 juillet 2010, un tribunal californien condamne ABC à payer près de 270 millions de dollars d'arriérés de droits à la société britannique Celador, créatrice du jeu Who Wants to Be a Millionaire?
- 8 juillet 2010, Playdom annonce avoir acheté le studio Metaplace basé à San Diego[89],[90]
- 9 juillet 2010, le conseil régional d'Île-de-France autorise le chantier de Villages Nature près de Disneyland Paris[91]
- 14 juillet 2010, Sortie nationale de Toy Story 3 en France
- 16 juillet 2010, Disney annonce la sortie nationale de Raiponce pour le 1er décembre 2010, en France avec une avant-première au Grand Rex à partir du 17 novembre.
- 19 juillet 2010, UTV renomme le studio de jeu vidéo Ignition Entertainment en UTV Ignition Entertainment[92]
- 24 juillet 2010, le site techCrunch annonce que The Walt Disney Company serait en cours de finalisation d'un rachat de Playdom[93]
- 27 juillet 2010,
  - Fermeture de l'attraction Star Tours à Disneyland en Californie[94]
  - Disney officialise l'achat de Playdom, un ensemble de studios de jeux communautaires pour la somme 563,2 millions d'USD[95]
  - Euro Disney SCA cède le terrain du centre commercial Val d'Europe à la foncière Klépierre pour 47 millions d'€[96]
- 29 juillet 2010, Disney annonce la vente de Miramax pour 660 millions de $[97]

### Août
- 2 août 2010, UTV News renomme le site BloombergUTV.com en UTVMoney.com[98]
- 4 août 2010, 
  - Walt Disney World Resort annonce l'ouverture le 27 août d'un centre pour animaux de 50 000 pieds carrés (4 645 m2) géré par Best Friends Pet Resort au sein du complexe[99]
  - A&E forme un partenariat 49%/51 % avec la société indienne Network 18 Group pour décliner en Inde les chaînes History et Biography[100].
- 5 août 2010, le pavillon italien d'Epcot s'agrandit avec un restaurant, la pizzeria Via Napoli[101]
- 6 août 2010, une seconde nouvelle Disney Store ouvre dans le Santa Monica Place, à Santa Monica en Californie[102]
- 8 août 2010, ESPN annonce poursuivre son désengagement des activités en extérieur et son intention de revendre BASS à un groupe d'investisseurs[103]
- 11 août 2010, sortie du film L'Apprenti Sorcier en France.
- 12 août 2010, Disney Online dévoile le jeu en ligne World of Cars inspiré de Cars de Pixar[104]
- 13 août 2010, Disney publie une vidéo de Star Tours II
- 15 août 2010, Harrison "Buzz" Price décède à l'âge 89 ans, il est connu pour être l'économiste qui proposa le site d'Anaheim pour le parc Disneyland.
- 17 août 2010, Toy Story Playland ouvre au Parc Walt Disney Studios avec trois nouvelles attractions (RC Racer, Toy Soldiers Parachute Drop, Slinky Dog Zigzag Spin) et une boutique (Barrel of Monkeys)[105]
- 18 août 2010, sortie du film Sexy Dance 3 : The Battle en France.
- 20 août 2010, Disney Online lance un site de musique conjointement avec Disney Music Group et Radio Disney[106]
- 27 août 2010, Walt Disney Parks and Resorts annonce l'ajout du personnage de Vidia de Disney Fairies dans les parcs Magic Kingdom et Disneyland[107]
- 26 août 2010, Acclaim annonce sa cessation d'activité[108]
- 28 août 2010, Acclaim annonce l'arrêt des jeux MMORPG : The Chronicles of Spellborn, 9Dragons, 2Moons et Bots afin de conserver des jeux principalement sur les réseaux sociaux[109]
- 31 août 2010, Disney et Time Warner Cable (TWC) annoncent être proche d'un accord sur les droits de diffusion, stoppant les menaces de suspension de rediffusion des chaînes de Disney sur le réseau de TWC[110]

### Septembre
- 1er septembre 2010,
  - Le Comté d'Orange autorise le déménagement du Disney Entrepreneur Center[111]
  - Un chenil géré par Best Friends Pet Care ouvre à Walt Disney World Resort[112]
- 10 septembre 2010, Bell Canada achète le groupe CTVglobemedia dont la filiale CTV Speciality Telelvision est détenu à 20 % par ESPN et le renomme Bell Média[113]
- 13 septembre 2010,
  - Euro Disney SCA et l'état français signent un avenant à la convention du 24 mars 1987 pour valider le projet de Villages Nature, un troisième parc et 7 000 logements[114],[115]
  - ESPN accorde des droits de retransmission des matchs des Universités traditionnellement noires au nouveau réseau afro-américain HBCU Network prévu pour 2011[116]
- 16 septembre 2010, ABC et Nielsen s'associent pour créer une application iPad consacrée à une nouvelle série télévisée, My Generation[117]
- 20 septembre 2010, Sprint commence la couverture en WiMAX de la zone d'Orlando et de Walt Disney World Resort[118]
- 21 septembre 2010,
  - une troisième nouvelle Disney Store ouvre dans le centre commercial The Shops à Mission Viejo en Californie[119]
  - Sortie en vidéo du film Clochette et l'Expédition féerique
- 23 septembre 2010, Disney et Jakks Pacific lancent une nouvelle gamme de poupées, Disney Princess & Me[120]
- 24 septembre 2010, Steve Wadsworth annonce son départ de la présidence du Disney Interactive Media Group[121]
- 25 septembre 2010, Disney lance un site de réseau social nommé Disney Memories pour partager de souvenirs des parcs Disney[122]
- 27 septembre 2010, la station de radio ESPN 1250 de Pittsburgh cesse son activité et sera convertie en janvier 2011 en Radio Disney[123]
- 28 septembre 2010,
  - la presse annonce la fermeture du studio londonien d'UTV Ignition Entertainment[124]
  - Ouverture deux nouvelles Disney Store, celle d'International Plaza à Tampa en Floride[125] et celle de Block 37 à Chicago[126]
- 29 septembre 2010,
  - Lancement de la publication DYOU en Italie, un mensuel pour préadolescente de Disney Publishing Worldwide qui sera décliné dans 30 pays[127]
  - Hilton rachète pour 127,2 millions d'USD, l'hôtel Hilton de Walt Disney World Resort à Tishman[128]

### Octobre
- 1er octobre 2010, Disney Nordic signe un contrat de location de 5 ans pour des locaux supplémentaires de 1 277 m2 dans le centre Kungsbrohuset à proximité de la Gare centrale de Stockholm en plus de ceux de Kungsgatan[129].
- 3 octobre 2010, nomination de deux coprésidents à la tête DIMGP, John Pleasants pour la division Jeux et Jimmy Pitaro pour la division Contenu[130]
- 4 octobre 2010, Disney arrête la production en Nouvelle-Zélande d'une nouvelle saison de Legend of the Seeker : L'Épée de vérité précipitant le destin du studio Henderson Valley Studios basé à Auckland[131]
- 5 octobre 2010,
  - Disney France et VidéoFutur signent un accord de distribution en vidéo à la demande[132]
  - Disney renouvelle son contrat de distribution de films en Asie sur les chaînes du groupe Fox International Channels[133]
- 6 octobre 2010, un accident mortel survient dans l'attraction It's a Small World du Parc Disneyland français durant une opération de nettoyage[134]
- 7 octobre 2010,
  - Disney Theatrical Group annonce la fermeture de ses locaux de Glendale pour la fin du mois, ne conservant que ceux de New York[135]
  - Disney lance sa première application de type puzzle sur App Store avec Winnie l'ourson[136]
- 9 octobre 2010,
  - Activision annonce le prochain jeu Marvel, X-Men: Destiny développé par Silicon Knights[137]
  - ESPN commence une plateforme vidéo intitulée ESPN Goal Line sur le service de fibre optique FiOS de Verizon[138]
- 14 octobre 2010,
  - Disney confirme l'annulation du jeu Pirates of the Caribbean: Armada of the Damned prévu pour 2011 et développé par Propaganda Games[139]
  - Disney annonce la production par ABC Television Studio de séries télévisées issues de Marvel dont Hulk et Le Punisher[140]
- 15 octobre 2010, Décès de Paul Kenworthy, cadreur et réalisateur[141]
- 18 octobre 2010,
  - Sortie du film Secretariat aux États-Unis
  - Disney annonce payer 115 millions d'USD à Paramount Pictures pour reprendre les droits de commercialisation et de distribution de deux films Marvel, The Avengers (2012) et Iron Man 3 (2013)[142]
  - Disney signe un accord de distribution avec le site chinois Youku[143]
- 19 octobre 2010, le journal Orlando Sentinel révèle que Disney au travers de plusieurs filiales soutient la candidature de la républicaine Teresa Jacobs à la mairie du comté d'Orange[144]
- 20 octobre 2010, Disney et Ocean Spray signent un accord pour vendre des boissons à la canneberge à Disneyland Resort (Californie), Walt Disney World Resort (Floride) et à bord de la Disney Cruise Line[145]
- 21 octobre 2010, Disney avertit qu'elle bloquera le service Google TV[146]
- 30 octobre 2010, Le Disney Dream a été mis à l'eau dans le dock des chantiers Meyer Werft à Papenburg[147],[148]

### Novembre
- 1er novembre 2010,, Disney annonce que la distribution de films (Walt Disney Studios Distribution) et de séries télévisées (Disney-ABC Television Group) sur support et sur internet sera gérée par une même entité de Disney Media Networks[149],[150]
- 3 novembre 2010, la presse annonce qu'ABC accepte de vendre les chaînes WJRT-TV à Flint et WTVG à Toledo, à leur ancien propriétaire Lilly Broadcasting[151]
- 4 novembre 2010, les travaux d'amélioration du parc Disney California Adventure forcent la suspension du California Food & Wine Festival pour 2011 et 2012[152]
- 5 novembre 2010, Time Warner Cable annonce qu'elle proposera à compter du 10 novembre 300 heures d'émissions d'ABC-Disney-ESPN sur son nouveau service Primetime HD on Demand qui comprend ABC, Sports On Demand, ESPN, ESPNU, ESPN Deportes, Entertainment On Demand, ABC Family, SOAPnet, Kids On Demand, Disney XD, Primetime HD On Demand, ABC HD, NBC HD et CBS HD[153]
- 7 novembre 2010, Disney signe un contrat avec Shanghai Shendi Group pour le développement de Shanghai Disneyland[154]
- 9 novembre 2010, la nouvelle Disney Store de Times Square ouvre ses portes en lieu et place du Virgin Megastore[155].
- 10 novembre 2010, Time Warner Cable propose 300 heures d'émissions d'ABC-Disney-ESPN sur son nouveau service Primetime HD on Demand[153]
- 13 novembre 2010,
  - Arrêt du spectacle Bravissimo à Tokyo DisneySea, qui doit être remplacé en avril 2011 par Fantasmic![13]
  - un restaurant Pollo Campero ouvre en lieu et place du McDonald's du Downtown Disney Marketplace[156],[157]
- 17 novembre 2010, Première mondiale du film Raiponce en France au Grand Rex[158]
- 18 novembre 2010, Disney s'associe à Gowalla pour fournir du contenu aux applications sociales des smartphones dans ses parcs d'attractions américains[159]
- 23 novembre 2010, Disney parvient à un accord dans le procès entre Zynga et sa nouvelle filiale Playdom[160]
- 24 novembre 2010,
  - Euro Disney SCA et Pierre & Vacances relancent le projet Villages Nature prévu pour débuter en 2015[161]
  - Sortie nationale du film Raiponce aux États-Unis
- 25 novembre 2010,
  - Sortie du jeu Epic Mickey en Europe
  - Disney accorde à Net Distribution la gestion de son site de vente en ligne en Inde[162]

### Décembre
- 1er décembre 2010, Sortie nationale du film Raiponce en France
- 3 décembre 2010,
  - Ben Sherwood est nommé président d'ABC News[163]
  - Disney annonce la finalisation de la vente de Miramax pour 663 millions de $[164]
- 5 décembre 2010, Première mondiale du film Tron : L'Héritage à Londres
- 6 décembre 2010, ESPN lance le site espnW.com première partie d'une série de services et programmes destinés à son public[165]
- 8 décembre 2010,
  - la filiale indienne de Disney Publishing signe un contrat de publication et de distribution avec l'India Today Group[166]
  - la société Netflix annonce une extension de son accord de distribution avec le Disney-ABC Television Group[167]
- 10 décembre 2010, Disney annonce sur son blog officiel la fermeture le 11 février 2011 de la zone Mickey's Toontown Fair au Magic Kingdom[168]
- 12 décembre 2010, le Disneyland Resort obtient un accord juridique pour proposer une seule société de taxi dans le complexe[169]
- 16 décembre 2010, Disney dévoile des esquisses du Disney's Art of Animation Resort prévu pour 2012 au Walt Disney World Resort[170]
- 21 décembre 2010, Hulu annonce qu'elle renonce à une introduction en bourse[171]
- 26 décembre 2010, ESPN annonce la construction à partir de 2011 d'un nouveau bâtiment de production de quatre étages consacré au numérique et 190 000 pieds carrés (17 652 m2) en plus de celui de 120 000 pieds carrés (11 148 m2) ouvert en 2004 et de celui de 140 000 pieds carrés (13 006 m2) achevé en 2010[172]